# Francesco Greco (politico)
Francesco Greco, detto Franco (Siracusa, 9 novembre 1942 – Catania, 1º ottobre 2018), è stato un avvocato e politico italiano, senatore dal 1983 al 1994.

## Biografia
Socialista demartiniano, è stato senatore ininterrottamente dalla IX alla XI legislatura del Senato della Repubblica (1983-1994) per il Partito Socialista Italiano fino a gennaio 1985, poi per il Partito Comunista Italiano fino a gennaio 1994 e infine nel Gruppo misto.
Ha fatto parte di molte commissioni del Senato:
- Giunta delle elezioni con l'incarico di vicepresidente da agosto 1983 a febbraio 1985;
- Commissione Istruzione pubblica da agosto 1983 a novembre 1984;
- Commissione Industria, commercio e turismo da agosto 1983 a gennaio 1985;
- Commissione Lavori pubblici da febbraio 1985 a luglio 1987;
- Commissione Giustizia nella X e XI legislatura;
- Commissione bicamerale d'inchiesta sul fenomeno della mafia da gennaio 1985 a luglio 1987;
- Commissione bicamerale d'inchiesta sul terrorismo in Italia da luglio 1988 ad aprile 1992;
- Commissione bicamerale sulla ristrutturazione e riconversione industriale da ottobre 1983 a gennaio 1985;
- Commissione bicamerale per il parere al governo sul nuovo codice di procedura penale da ottobre 1987 ad ottobre 1992.

È stato anche membro dell'assemblea parlamentare del Consiglio d'Europa da ottobre 1987 all'aprile 1992 e assessore e consigliere comunale, in varie giunte comunali a Siracusa.